# خرداد
خُرداد (در فارسی افغانستان: جَوزا)، سومین ماه سال در گاه‌شماری هجری خورشیدی و سومین و آخرین ماه فصل بهار است. این ماه ۳۱ روز دارد.
برج فلکی خردادماه برج جوزا (دوپیکر) است که سومین برج فلکی از دایرةالبروج است. نماد برج خرداد، دو پیکره نامیده می‌شود.
در گاه‌شماری رسمی ایران نام این ماه از نام ماه سوم گاه‌شماری اوستایی نو برگرفته شده‌است. در گاه‌شماری [زرتشتی] ششمین روز هر برج خرداد روز نام دارد و در خرداد روز از خردادماه، جشن خردادگان برگزار می‌شود. «خرداد» در اوستا «هـَئوروَتات» و در خط پهلوی «خُردات» یا «هُردات» نام یکی از امشاسپندان است.

## واژه‌شناسی
هـَیوروَتات (Haurvtāt) به معنی تندرستی و در زبان پهلوی (اشکانی) خُردات یا هُردات به معنی رسایی و کمال است. نیبرگ هئورتات را از خانواده salvus لاتینی به معنی تندرستی و خوشی جهانی می‌داند.
هـَیوروَتات، در اسطوره‌های ایرانی و زرتشتی، پنجمین امشاسپند و پاس دارنده آب‌ها و سرسبزی است.

## زادروزها
- ۱۳۰۲ - رضا ناجی (سرلشکر)، فرماندار نظامی اصفهان
- ۱۳۰۶ - اصغر بیچاره، عکاس، بازیگر و کارگردان
- ۱۳۰۶ - توران میرهادی، استاد ادبیات کودکان و نویسنده ایرانی
- ۱۳۰۷ - موسی صدر، روحانی و فعال سیاسی
- ۱۳۰۸ - فخری خوروش، بازیگر
- ۱۳۰۸ - نادر نادرپور، شاعر
- ۱۳۱۶ - مهدیه الهی قمشه‌ای، شاعر و پژوهشگر ادبیات فارسی
- ۱۳۱۶ - مجید سمیعی، پزشک، جراح مغز
- ۱۳۲۴ - سیاوش قمیشی، خواننده و آهنگساز
- ۱۳۲۸ - ابراهیم حامدی، خواننده
- ۱۳۴۹ - امین حیایی، بازیگر
- ۱۳۵۳ - نوید ابوالاحرار، پزشک، متخصص بیهوشی، فلوشیپ فوق تخصصی درد، فارغ‌التحصیل دبیرستان علامه حلی تهران
- ۱۳۵۴ - احمد مهرانفر، بازیگر
- ۱۳۵۵ - فرهاد مجیدی، فوتبالیست
- ۱۳۵۶ - مهناز افشار، بازیگر
- ۱۳۵۸ - هانیه توسلی، بازیگر
- ۱۳۶۱ - یاسر بختیاری، خواننده
- ۱۳۶۳ - هوتن شکیبا، بازیگر
- ۱۳۶۳ - امیر جدیدی، بازیگر
- ۱۳۶۶ - بهرام افشاری، بازیگر
- ۱۳۶۶ - ندا قاسمی، بازیگر و صداپیشه

## درگذشت‌ها
- ۱۱۲۶ - نادرشاه، پادشاه ایران و بنیان‌گذار دودمان افشاریه
- ۱۳۵۶ - علی شریعتی پژوهشگر، نویسنده، از مبارزان، فعالان و از نظریه‌پردازان انقلاب اسلامی ایران
- ۱۳۶۰ - مصطفی چمران، فیزیک‌دان، سیاستمدار ایرانی
- ۱۳۶۴ - بهرام آریانا با نام اصلی حسین معتمدی منوچهری تنکابنی[۴]) ارتشبد نیروی زمینی شاهنشاهی و فرمانده آن نیرو
- ۱۳۶۸ - سید روح‌الله خمینی، رهبر و ولی فقیه نظام جمهوری اسلامی ایران
- ۱۳۸۲ - عماد رام، خواننده و آهنگساز
- ۱۳۸۵ - یوسف پشندی، بازیگر
- ۱۳۹۰ - ناصر حجازی، مربی و فوتبالیست ایرانی
- ۱۳۹۱ - حسن کسائی، استاد ممتاز موسیقی کلاسیک ایرانی
- ۱۳۹۲ - جلال‌الدین طاهری، محقق ایرانی و فیلسوف اسلامی
- ۱۳۹۲ - جلیل شهناز، نوازنده تار ایرانی
- ۱۳۹۲ - عبدالعزیز فرمانفرمائیان، معمار ایرانی
- ۱۳۹۵ - حبیب، خواننده، آهنگ‌ساز، نوازنده و ترانه‌سرای ایرانی
- ۱۳۹۵ - اصغر بیچاره، عکاس، بازیگر و کارگردان
- ۱۳۹۷ - ناصر ملک‌مطیعی، بازیگر ایرانی
- ۱۴۰۲ - فخری خوروش، بازیگر
- ۱۴۰۲ - سینا زند، دوبلور ایرانی

## رویدادها
- ۳ خرداد - روز آزادسازی خرمشهر
- قیام ۱۵ خرداد
- ۱۷ خرداد ۱۳۸۳ - برگزاری دادگاه خدیجه (شهلا) جاهد ،محکوم به جنایت قتل فاطمه(لاله)سحرخیزان (خیّر و همسر اول ناصر محمدخانی ) [۵][۶]
- پیروزی سید محمد خاتمی در انتخابات ریاست جمهوری
- پیروزی حسن روحانی در انتخابات ریاست جمهوری

## مناسبت‌ها
- ۴ خرداد - روز دزفول
- ۶ خرداد - جشن خردادگان
- ارغاسوان، جشن گرما[نیازمند منبع]

## نامگذاری‌ها
1. روز بزرگداشت ملاصدرا
2. فتح خرمشهر در عملیات بیت‌المقدس و روز مقاومت، ایثار و پیروزی